# Месје 77
Месје 77 (М77) је спирална галаксија у сазвежђу Кит која се налази у Месјеовом каталогу објеката дубоког неба. М77 је активна галаксија и најсјајнија Сејфертова галаксија на небу.
Деклинација објекта је - 0° 0' 46" а ректасцензија 2h 42m 40,8s. Привидна величина (магнитуда) објекта М77 износи 8,9 а фотографска магнитуда 9,7. Налази се на удаљености од 14,4000 милиона парсека од Сунца. М77 је још познат и под ознакама NGC 1068 UGC 2188, MCG 0-7-83, IRAS 02401-0013, KUG 0240-002, ARP 37, 3C 71, CGCG 388-98, Cetus A, PGC 10266.